# Hilde Wernicke
Gertrud Emmy Hilde Wernicke (* 11. November 1899 in Schleswig; † 14. Januar 1947 in Berlin-Moabit) war eine deutsche Psychiaterin, die im Rahmen der sogenannten Kinder-Euthanasie in der Heil- und Pflegeanstalt Obrawalde an nationalsozialistischen Verbrechen beteiligt war.

## Leben
Hilde Wernicke war die Tochter eines Offiziers. Sie beendete ihre Schullaufbahn an der Höheren Mädchenschule in Mainz 1919 mit dem Abitur. Anschließend absolvierte sie ein Studium der Medizin an der Universität Frankfurt am Main, das sie 1924 mit dem ersten Staatsexamen abschloss. Nach dem Medizinalpraktikum in Marburg und Regensburg wurde sie an der Universität Marburg 1926 zum Dr. med. promoviert.
Ab 1927 war Wernicke kurzzeitig als Assistenzärztin an der Heil- und Pflegeanstalt Meseritz-Obrawalde tätig und praktizierte 1928 als niedergelassene Ärztin. Wernicke war ab 1929 an der Heil- und Pflegeanstalt Meseritz-Obrawalde durchgehend als Oberärztin bis 1945 tätig.
Nach der Machtübergabe an die Nationalsozialisten trat sie im Mai 1933 der NSDAP bei. Sie gehörte ab 1937 der NS-Frauenschaft an, für die sie ab 1940 als Ortsgruppenleiterin fungierte. Wernicke leitete an der Heil- und Pflegeanstalt Meseritz-Obrawalde die euphemistisch Kinderfachabteilung genannte Einrichtung der Kinder-„Euthanasie“. Als Anstaltsoberärztin war sie für hunderte Tötungen von Anstaltsinsassen verantwortlich. Anfang 1944 wurde ihr das Kriegsverdienstkreuz verliehen. Zwischen 1943 und 1944 hatte Wernicke ungefähr 600 Anstaltsinsassen, Erwachsene und Kinder, zur Ermordung ausgewählt und durch die ihr unterstehenden Anstaltspflegerinnen, insbesondere die Oberschwester Helene Wieczorek, mittels Morphin-Skopolamin-Injektionen töten lassen. Vor dem Eintreffen der Roten Armee setzten sich Wernicke und Wieczorek nach Wernigerode ab. Angehörige der sowjetischen Truppen fanden neben 1000 Patienten in der Anstalt Massengräber auf dem Anstaltsfriedhof vor.
Nach Ende des Zweiten Weltkrieges wurde Wernicke am 10. August 1945 verhaftet. Gemeinsam mit  Wieczorek wurde sie vor dem Schwurgericht am Landgericht Berlin wegen der Beteiligung an Euthanasieverbrechen, insbesondere der Auswahl der zur Ermordung vorgesehenen Personen und der Verabreichung von Giftspritzen, angeklagt. Am 25. März 1946 wurden die beiden beschuldigten Frauen wegen Mordes in mehreren hundert Fällen aus Heimtücke und niedrigen Beweggründen zum Tode verurteilt. Das Todesurteil wurde am 24. August 1946 durch den Strafsenat des Kammergerichts Berlin bestätigt. Wernicke hatte während des Prozesses ihre Taten folgendermaßen gerechtfertigt: „Meine Aufgabe war es, aus der Masse der der Anstalt zugeführten Kranken die noch zu geringem Arbeitseinsatz fähigen Kranken auszusieben und von der Tötung zurückzunehmen. Es kamen nur wirklich unheilbar, zum Teil mit schwersten körperlichen Leiden behaftete Geisteskranke zur Einschläferung, für die der Tod im wahrsten Sinne eine Erlösung bedeutete“. Am 14. Januar 1947 wurden Wernicke und Wieczorek im Zellengefängnis Lehrter Straße mit dem Fallbeil hingerichtet.
Das Verfahren gegen Wernicke und Wieczorek fand in den Medien international Beachtung.